# Arnaldo Giuzzio
Arnaldo Euclides Giuzzio Benítez es un abogado y político paraguayo. Se desempeñó como ministro del Interior del Paraguay, desde el 22 de enero de 2021 hasta el 22 de febrero de 2022, cuando fue destituido.
Anteriormente fue senador, por el Movimiento Político Somos Paraguay, del 2013 al 2018.

## Trayectoria política
Arnaldo Giuzzio fue senador de la República del Paraguay desde el año 2013 al 2018. Luego se desempeñó como secretario ejecutivo de la Secretaría Nacional Antidrogas (SENAD). Fue nombrado ministro del Interior por el presidente Mario Abdo Benítez en reemplazo de Euclides Acevedo, el 22 de enero de 2021 y fue destituido el 22 de febrero de 2022.

### Destitución
La destitución del ministro Arnaldo Giuzzio fue producto de su relación con Marcus Vinicius Espíndola Marqués de Padua, quien era el principal objetivo del operativo Turf que la Policía Federal de Brasil llevó a cabo en conjunto con la Policía Nacional de Paraguay. Giuzzio y Espíndola Marqués de Padua estaban en tratativas para que el narco brasileño se convirtiera en proveedor del Estado paraguayo en el rubro blindajes y chalecos antibalas.

## Controversias
El 12 de agosto de 2022, fue imputado por la Fiscalía General por supuesta comisión de cohecho pasivo agravado en calidad de autor, en el marco de la utilización de la camioneta del presunto narco Marcus Vinicius Espíndola Marqués de Padua.